# Morogosoma sphinx
Morogosoma sphinx är en mångfotingart som beskrevs av Karl Wilhelm Verhoeff 1941. Morogosoma sphinx ingår i släktet Morogosoma och familjen orangeridubbelfotingar. Inga underarter finns listade i Catalogue of Life.